# Павел Вендзягольський
Павел Вендзягольський (пол. Paweł Wędziagolski, 1883, Яворово  — 1 липня 1929, там само) — польський архітектор. Критик і публіцист у справах архітектури.

## Біографія
Народився 1883 року в родинному маєтку Яворово (лит. Javaravos), тепер село Шальчинінкського району Литва. У 1903 році закінчив класичну гімназію у Вільнюсі. 1908 року із золотою медаллю закінчив математичний факультет Санкт-петербурзького університету, а 1911 року — Військову педагогічну академію. Викладав математику у військових навчальних закладах Петербурга. У 1912—1917 роках навчався в Імператорській академії мистецтв, яку закінчив із відзнакою. Повернувся на батьківщину і від 1919 року служив у польському війську. Брав участь у фортифікаційних роботах у фортеці Модлина. У 1920—1928 роках викладав у Школі саперів і у Державній будівельній школі. Деякий час був асистентом професора Доманевського на архітектурному факультеті Варшавської політехніки. Від 1928 року очолював кафедру архітектурного моделювання там же. Виконував обміри у Модлині і в Італії (пам'ятники Марка Аврелія, Коллеоні і Гаттамелати). 1928 року спільно з Мар'яном Лялевичем і Зигмунтом Камінським підписав звернення про створення гліптотеки при Національному музеї у Варшаві.
В архітектурній творчості тяжів до монументальності. Зазвичай звертався до класицизму, деколи — до специфічних польських історичних архітектурних форм. Автор низки статей з теорії архітектури. Власні погляди найкраще відобразив у статті «Про архітектурну школу» в часописі «Architektura i Budownictwo» від 1928 року. Член редакції квартальника «Południe», присвяченого мистецтву і мистецькій критиці. Залишилась велика кількість рукописів, які призначались для майбутньої праці про сучасну архітектуру.
Брав участь у виставці SAP у Варшаві 1927 року. Експонував малюнки з Риму і два проєкти. Написав статтю-огляд виставки в часописі Architektura i Budownictwo. Член Віленського товариства митців-пластиків. Проєкти, архітектурні фантазії та натурні рисунки Вендзягольського 1930 року посмертно експонувались у Вільнюсі в палаці Тишкевичів на ювілейній виставці товариства.
Загинув 1 липня 1929 року в лісі маєтку Яворово під час вирубки лісу для будівництва власного дому. Відомим політиком і громадським діячем був брат Броніслав Вендзягольський.

## Проєкти
- Роботи при фортифікації Фінського узбережжя (1916).[3]
- Дипломний проєкт Палацу справедливості. Не пізніше 1917 року. Експонувався на виставці ВТМП 1930 року у Вільнюсі.[4]
- Реставрація палацу Мостовських у Варшаві. Проєкт 1924 року.[1]
- Відбудова костелу святого Ігнатія у Вільнюсі, виконана у 1924—1926 роках.[3] Проєкт експонувався на виставці SAP у Варшаві 1927 року[6] і виставці ВТМП 1930 року у Вільнюсі.[4]
- Проєкт перебудови площі Саської у Варшаві (до 1927). Експонувався на виставці SAP у Варшаві 1927 року.[6]
- Проєкт будинку Аграрного банку у Гдині. Розроблений у 1928—1929 роках.[3] Експонувався на виставці ВТМП 1930 року.[4]
- Корпус Вільного університету на вулиці Банаха у Варшаві, збудований у 1928—1929 роках.[3][9] Проєкт експонувався на виставці ВТМП 1930 року у Вільнюсі.[4]
- Сільська школа в селі Завішанці (lit. Zavišonys). Спорудження завершено вже після смерті Вендзягольського.[8]
- Проєкт центрального вокзалу у Варшаві. Експонувався на виставці ВТМП 1930 року.[4]
- Проєкт архітектурного вирішення площі Вольносці у Познані. Експонувався на виставці ВТМП 1930 року.[4]
- Проєкт віадука середньої лінії на вулиці Солець у Варшаві, виконаний у Бюро проєктів відбудови залізничного вузла. 1922 рік, співавтор Мар'ян Лялевич.[10]
- Житлові будинки для офіцерів 36 полку піхоти у Варшаві в місцевості Прага. Будівництво велось зусиллями Державного аграрного банку. Експонувались на виставці ВТМП 1930 року.[4]
- Проєкти житлової забудови для землеробів і риболовів у Варшаві. Будівництво велось зусиллями Державного аграрного банку. Експонувались на виставці ВТМП 1930 року.[4]
- Власний неокласицистичний будинок у Яворові під Вільнюсом.[4] Будівництво розпочато 1925 року і не завершено.[1] Проєкт експонувався на виставці ВТМП 1930 року.[4]
- Приватні житлові будинки в Янові (тепер у складі села Орпішев).[3]
- Приватні житлові будинки в Березному.[3]
- Житлові будинки 36 піхотного полку Академічного легіону на вулиці 11 листопада у Варшаві.[3]
- Нереалізований проєкт пам'ятника Міцкевичу у Вільнюсі.[3]
- Павільйон Трамвайного управління у Варшаві.[3]
- Конкурсний проєкт регуляції і розбудови площі Пілсудського у Варшаві.[1]
- Зразкова сільськогосподарська оселя в маєтку Кротошин. Збудована за проєктом Вендзягольського коштом Державного аграрного банку.[1]

## Статті
- Rozwiązania równań Ii-go stopnia z dwoma niewiadomemi w liczbach całych. — Petersburg, 1908.
- Obliczanie mostów wojennych. — Warszawa, 1920.
- Osunięcie się filaru w kościele św. Ignacego w Wilnie // Architektura i Budownictwo. — 1927. — № 1.
- Uwagi do projektów regulacji Placu Saskiego // Architektura i Budownictwo. — 1927. — № 3.
- Pierwszy doroczny Salon Stowarzyszenia Architektów Polskich // Architektura i Budownictwo. — 1927. — № 5.
- Konkurs na rozbudowę ratusza i rozplanowanie Placu Teatralnego w Warszawie // Architektura i Budownictwo. — 1928. — № 1.
- O szkołę architektury // Architektura i Budownictwo. — 1928. — № 2.
- II Salon Doroczny Stowarzyszenia Architektów Polskich w Warszawie // Architektura i Budownictwo. — 1928. — № 5.
- Próba charakterystyki twórczości prof. Stanisława Noakowskiego // Architektura i Budownictwo. — 1928. — № 10.
- Gmach Państwowego Banku Rolnego: nowe dzieło Prof. M. Lalewicza // Architektura i Budownictwo. — 1928. — № 9.
- Z działalności Państwowego Banku Rolnego w dziedzinie budownictwa // Architektura i Budownictwo. — 1928. — № 9 (під акронімом  P.W.).
- Konkurs na Dworzec Centralny w Warszawie // Architektura i Budownictwo. — 1929. — № 4.